# Gora Bazar
Gora Bazar é uma vila no distrito de Murshidabad, no estado indiano de Bengala Ocidental.

## Demografia
Segundo o censo de 2001, Gora Bazar tinha uma população de 7714 habitantes. Os indivíduos do sexo masculino constituem 52% da população e os do sexo feminino 48%. Gora Bazar tem uma taxa de literacia de 88%, superior à média nacional de 59,5%: a literacia no sexo masculino é de 90% e no sexo feminino é de 85%. Em Gora Bazar, 8% da população está abaixo dos 6 anos de idade.